# Püspökladány
Püspökladány este un oraș în districtul Püspökladány, județul Hajdú-Bihar, Ungaria, având o populație de 15.345 de locuitori (2011). 

## Demografie
Componența etnică a orașului Püspökladány
     Maghiari (94,94%)
     Romi (4,36%)
     Necunoscut (0,24%)
     Alții (0,45%)
Componența confesională a orașului Püspökladány
     Reformați (33,96%)
     Fără religie (27,47%)
     Romano-catolici (11,33%)
     Necunoscută (26,01%)
     Alte religii (1,86%)
Conform recensământului din 2011, orașul Püspökladány avea 15.345 de locuitori. Din punct de vedere etnic, majoritatea locuitorilor (94,94%) erau maghiari, cu o minoritate de romi (4,36%). Apartenența etnică nu este cunoscută în cazul a 0,24% din locuitori. Nu există o religie majoritară, locuitorii fiind reformați (33,96%), persoane fără religie (27,47%) și romano-catolici (11,33%). Pentru 26,01% din locuitori nu este cunoscută apartenența confesională.

## Orașe înfrățite
- Hämeenlinna, Finlanda
- Fischamend, Austria
- Ghindari, România
- Hattem, Țările de Jos
- Krasnystaw, Polonia